# Norra Fräkentjärnen, Hälsingland
Norra Fräkentjärnen är en sjö i Ljusdals kommun i Hälsingland och ingår i Ljusnans huvudavrinningsområde.